# Société coopérative Migros Genève
Die Société coopérative Migros Genève (deutsch Genossenschaft Migros Genf) ist eine von zehn Genossenschaften der Migros. Sie hat ihren Sitz in Carouge und ist ein rechtlich eigenständiges Unternehmen innerhalb des Migros-Genossenschafts-Bundes (MGB). Die Migros Genf entstand 1945, gemessen am Umsatz ist sie die sechstgrösste aller Migros-Genossenschaften.

## Organisation und Kennzahlen
Das Einzugsgebiet der Société coopérative Migros Genève umfasst den Kanton Genf und einen Teil des Bezirks Nyon im Kanton Waadt. Am Genossenschaftskapital des MGB hält sie einen Anteil von 7,2 %. Im Jahr 2018 zählte die Migros Genf 134'407 Genossenschafter (davon 17'179 in Frankreich), die durch einen alle vier Jahre neu gewählten Genossenschaftsrat mit 51 Mitgliedern vertreten werden. Acht der Ratsmitglieder sind gleichzeitig Delegierte an die Delegiertenversammlung des MGB. 2018 erwirtschafteten 3'186 Mitarbeiter einen Umsatz von 969,3 Millionen Franken. Der Hauptsitz der Genossenschaft ist das Verteilzentrum La Praille in Carouge.
Im Besitz der Genossenschaft ist auch die Tochtergesellschaft Migros France SA mit Sitz in Archamps. Sie betreut die grenznahen Gebiete in den französischen Départements Ain und Haute-Savoie. 2018 erwirtschaftete sie dort mit 643 Mitarbeitern einen Umsatz von 135 Millionen Euro.
Per 20. Dezember 2019 wurde der Beteiligungsanteil an der Société immobilière du Marché de gros de l’alimentation (SIMGA) von 42,8 Prozent auf 100 Prozent erhöht. Um die Effektivität des Supermarktgeschäft zu steigern nahm am 1. Januar 2024 die zentral gesteuerte Migros Supermarkt AG als Tochterunternehmen des MGB den Betrieb auf.

## Geschäftstätigkeit
Zur Société coopérative Migros Genève gehören:
- 33 Einkaufszentren und Supermärkte
- 18 Fachmärkte (3 Do it+Garden, 3 SportX, 2 Melectronics, 1 Micasa, 7 MPrint-Shops, 2 Locaski)
- 2 Outlet-Center
- 4 VOI Migros Partner (Franchising)[6]
- 13 Gastronomiebetriebe (Migros-Restaurant, M-Take-away, Coffee & Time, Catering)
- 10 Wechselstuben (Change Migros)
- 1 Kulturvermittlungsbüro

Die Migros-Klubschulen wurden Anfang 2022 von Miduca übernommen. Die Tochtergesellschaft Migros France SA betreibt zwei Einkaufszentren in Étrembières und Thoiry sowie einen Supermarkt und ein Freizeitzentrum in Neydens. Zudem ist Migros Genf mit Stand November 2021 zu 35 Prozent am Essenslieferdienst Smood beteiligt. 2024 wurden die Melectronics-Fachmärkte geschlossen.

## Geschichte
Bis zur Aufhebung des Filialverbots war die Migros in der Region Genf nicht präsent. Am 12. Juli 1945 erfolgte die Gründung der Société coopérative Migros Genève, die am 25. August dem Migros-Genossenschafts-Bund (MGB) beitrat. Als sie am 20. Oktober ihre erste Filiale an der Rue du Port in Genf eröffnete, kam es zu heftigen Tumulten durch Migros-Gegner und mehrere Dutzend Polizisten mussten den Laden vor randalierenden Demonstranten beschützen. Die Gegnerschaft erkannte, dass sich die Migros mit Gewaltanwendung nicht vertreiben liess und ging zu Lieferboykotten über. Die Genfer Migros musste ihre Waren zum Teil aus Bern beziehen, doch allmählich gelang es Geschäftsleiter Alfred Gehrig, einem Cousin von Migros-Gründer Gottlieb Duttweiler, das Vertrauen der Lieferanten zu gewinnen. Bis 1976 blieb er an der Spitze des Unternehmens.
1957 begannen die Bauarbeiten am Verteilzentrum La Praille in Carouge, dessen erste Bauetappe drei Jahre später in Betrieb genommen werden konnte. 1962 folgte die Eröffnung des ersten Genfer Supermarktes, der zudem als erste Migros-Filiale schweizweit eine Fischabteilung besass. 1967 führte die Genossenschaft eine umstrittene Urabstimmung durch, als sie den Verkauf von Zigarren, Zigaretten und Tabakwaren zur Diskussion stellte – ausdrücklich gegen den Willen des MGB und der Gottlieb und Adele Duttweiler-Stiftung. Die Mitglieder lehnten das Ansinnen mit 6954 zu 4577 Stimmen ab. Am 2. September 1971 eröffnete die Genossenschaft das Balexert in Vernier, das zweite Migros-Einkaufszentrum der Schweiz.
1990 nahm die Genossenschaft Kontakt zu zwei Unternehmen aus Frankreich auf, um jenseits der Landesgrenze geeignete Standorte zu sondieren. Sie tat dies zunächst inoffiziell, da es damals unklar war, ob die Statuten des MGB ein solches Vorgehen überhaupt erlaubten. Mit einer Vertragsänderung zwischen dem MGB und den Genossenschaften im April 1991 war die Expansion ins Ausland offiziell erlaubt. Die Migros Genf gründete daraufhin die französische Tochtergesellschaft Migros Frane SA. Diese eröffnete am 1. September 1993 ein Einkaufszentrum in Thoiry. Genau ein Jahr später folgte ein weiteres Einkaufszentrum in Étrembières bei Annemasse. Der Supermarkt in Neydens mitsamt dem Freizeitzentrum Vitram besteht seit dem 9. September 2009. In Partnerschaft mit der Biosupermarktkette Naturalia, eine Tochtergesellschaft der Groupe Casino, wurde am 15. November 2021 der Biosupermarkt nature& im Balexert eröffnet. Bei nature& werden hauptsächlich Produkte von Naturalia, sowie Alnatura, Bio Partner und lokalen Produzenten angeboten.
2005 wurde das von der  Genossenschaft Migros Luzern entwickelte Herkunftslabel „Aus der Region. Für die Region.“ übernommen.
Anfang Dezember 2021 entschieden die Delegierten der Migros Genf, die Genossenschaftsmitglieder darüber abstimmen zu lassen, ob künftig alkoholische Getränke verkauft werden sollen. Die Urabstimmung fand im Juni und Juli 2022 statt. Dabei lehnten die Mitglieder den Alkoholverkauf mit 64,8 % der Stimmen deutlich ab. Im gleichen Jahr wurde die Sharing-Economy-Plattform MCircle als Test in der Region Genf lanciert.